# Marsdenia brevis
Marsdenia brevis är en oleanderväxtart som beskrevs av P.I. Forster. Marsdenia brevis ingår i släktet Marsdenia och familjen oleanderväxter. Inga underarter finns listade i Catalogue of Life.